# 红牛RB18
紅牛RB18（Red Bull Racing RB18）是由紅牛車隊设计和制造的一级方程式赛车，用于参加2022年世界一级方程式锦标赛。甲骨文公司为賽車新冠名赞助商，品牌商標印在賽車的兩側側箱上。RB18由F1世界冠军馬克斯·維斯塔潘和沙治奧·佩雷斯驾驶。RB18是紅牛在2022年新技術規則下的第一款的一級方程式賽車。 RB18於2022年巴林大獎賽中首次參賽。

## 賽車塗裝
與RB16B相比，RB18的塗裝幾乎沒有變化。最大的改變是甲骨文的標誌，它成為2022年紅牛車隊的冠名贊助商，甲骨文的標誌印在兩側側箱。“紅牛”字樣從側箱兩側移到引擎罩上了。本田的標誌消失了，他們離開一級方程式之後，紅牛動力總成收購了日本動力裝置的知識產權。本田賽車公司將繼續在紅牛的工廠參與引擎的組裝工作，直到2025年。

## 賽車設計及研發

### 背景
新一代技術規則原定於2021年賽季推出。但是，由於2019冠状病毒病疫情，規則被推遲到至2022年推出。因此，從2020年3月28日至2020年12月31日，所有新一代賽車的開發都暫停了。

### 賽車設計
為期三天在巴塞羅那一級方程式季前測試第一回合的第一天，RB18正式公開亮相。在2月9日車隊在發佈會上以假車耍了車迷后，真正的RB18果然帶來不小驚喜。賽車采用了高頭翼的設計，以最大限度地增加流向底板下文丘里通道的氣流量。賽車在前懸吊上采用了拉桿的設計，與麥拉倫相同；在後懸吊上采用了推桿的設計。賽車有獨特的散熱器進氣口，儘管矩形散熱器進氣口本身與梅賽德斯和阿斯頓·馬丁上的相似，但側箱卻不相同，有一個長的“托盤”延伸部分，將用於冷卻的進氣口與側箱切面（Undercut）周圍的氣流分開。這與艾法托利的側箱輪廓形狀以及進氣口有相似之處。
RB18最引人注目的部分是側箱。側箱是為賽車後部的擴散器創造下洗氣流（Downwash）和引導空氣通過切面之間找到平衡。在側箱的前部，紅牛在進氣口前面有一個“架子”或“托盤”，將側箱與底板分開，並進一步將氣流引到切面上。為了產生下洗氣流，車隊沒有在側箱的後部加上切面，側箱的下半部分向外張開，變得相當寬。這與盡可能收緊賽車後部的梅賽德斯賽車形成鮮明對比。側箱向外張開。這類似於法拉利的設計概念，盡可能把輪胎尾流推得越遠越好。
紅牛在底板設計中採用了截然不同的設計。梅賽德斯的賽車選擇在底板下的進氣口使用四個垂直分離器（vertical splitters），而紅牛則在賽車外部使用了兩個，他們的外觀看起來很像引流板（bargeboard）。垂直分離器的功能與引流板非常相似，用於管理混亂的前輪胎尾流。
在巴林一級方程式季前測試第二回合的最後一天，紅牛再次帶來特別的設計，最明顯的變化是側箱。散熱器進氣口周圍的輪廓更緊密，以便在那裡製造更大的切面。這將進一步增強空氣沿著車身側面加速的強度，從而當氣流從後輪和文丘里隧道出口上方流出時，流動的能量將被保留，這會使底板下的空氣更難流出文丘里隧道。新的賽車底板有助於進一步加快氣流流過文丘里隧道的速度，它帶有一個非常獨特的渦流產生器，這將使沿著上層流動的空氣進入一個漩渦，漩渦通過更快地拉動前方的空氣來加速空氣流動。空氣流過這些隧道的速度越快，產生的下壓力就越大。

## 賽季記錄

### 季前
RB18於2月23日至2月25日參加了在巴塞罗那-加泰罗尼亚赛道進行2022年一級方程式季前測試第一回合。在三個測試日內，賽車完成了358圈；總共1,674（1,040英里），相當於接近5.5個大獎賽比賽距離。賽車隨後於3月10日至3月12日參加了在巴林国际赛道進行的第二回合季前測試。在三個測試日內，賽車完成了320圈；總共1,732（1,076英里），相當於5.7個大獎賽比賽距離。兩項測試都表明，賽車擁有良好的速度和可靠性。雖然賽車產生了一些海豚跳效應（由於地面效應導致賽車產生共振，使賽車快速上下跳動），但是沒有對賽車性能造成大的影響。馬克斯·維斯塔潘更以1:31.720創造了第二回合測試的最快圈速，他表示表示賽車操作起來感覺良好。

### 賽季首五站
兩位車手在2022年巴林大獎賽的自由練習中表現出色，馬克斯·維斯塔潘更造出第二和第三節練習賽的最快圈。維斯塔潘表示車隊還在隱藏實力，賽車能夠造出更快的圈速，並預計車隊會在排位賽和比賽會與法拉利競爭激烈。車隊領隊克里斯蒂安·霍納表示，他對研發團隊在休賽季期間做出的努力感到滿意。在上賽季與梅賽德斯競爭到尾后還能造出速度如此快的賽車感到喜出望外。維斯塔潘和佩雷斯分別在排位賽獲得第二和第四名。在比賽中，佩雷斯在開場圈就被漢米爾頓超越，但後來他重新超越漢米爾頓，並保持在第四名的位置。直至第一次換胎后，維斯塔潘與法拉利車隊的夏爾·勒克萊爾激烈纏鬥，互相交換位置，但維斯塔潘還是沒能在勒克萊爾手中搶下第一名。直到第45圈艾法托利的皮埃爾·蓋斯利因引擎起火而退賽，導致安全車進場。維斯塔潘和佩雷斯都進站換上新紅胎。安全車退場后，他們雙雙因燃油系統問題而退賽。維斯塔潘說退賽令他感到非常痛苦，佩雷斯也因退賽而讓他失去挑戰塞恩斯的機會而感到沮喪。結果使红牛在車隊積分榜中位居末位，沒有積分進帳。維斯塔潘在車手積分榜排名第十九，佩雷斯排名第十八，他們均得零分。
來到沙地阿拉伯大獎賽，賽車在上場比賽因燃油泵問題而雙雙退賽後，車隊針對燃油系統問題進行了修復。維斯塔潘獲得第四名，而佩雷斯則獲得生涯首個杆位。維斯塔潘對賽車在Q3缺乏速度感到困惑，並表示賽車在彎道上感覺不舒服。
在比賽中，維斯塔潘在比賽早段就超過了小卡洛斯·塞恩斯，保持在第三名的位置。佩雷斯起步后保持在第一的位置，直至第14圈他進站換胎。第15圈，威廉姆斯的尼古拉斯·拉提菲因在第13號彎撞車而退賽，導致安全車進場。維斯塔潘進站換上新胎，佩雷斯因爲在安全車出場前進站而掉至第四位，並以第四位完賽。第41至45圈，維斯塔潘與法拉利車隊的夏爾·勒克萊爾激烈纏鬥，互相交換位置。與巴林站不同，維斯塔潘成功在勒克萊爾手中搶下第一名，並保持位置完賽。結果使红牛在車隊積分榜中排名升至第三，維斯塔潘在車手積分榜排名升至第五，佩雷斯排名第六。維斯塔潘對結果感到十分高興，也對與勒克萊爾纏鬥感到享受。
維斯塔潘在澳大利亞大獎賽的排位賽上獲得第二名，而佩雷斯則獲得第三名。車隊帶來了新的前翼端板，目的是維持原本設計的性能，但體積和重量比原本設計更小。兩部賽車在正賽中都無法追上法拉利車隊的夏爾·勒克萊爾，維斯塔潘一度落後勒克萊爾8秒，而佩雷斯甚至被速度較慢的梅賽德斯賽車追上並超越。第39圈，維斯塔潘因燃油洩漏而退賽。最後佩雷斯以第二名完賽，落後勒克萊爾20秒。結果使維斯塔潘在車手積分榜排名跌至第六，佩雷斯則升上第四。維斯塔潘對退賽感到十分不滿，認為如果想要爭奪世界冠軍，就不能頻繁退賽。這是維斯塔潘近三場大獎賽裡第二次退賽，他已經在車手積分榜中落後勒克萊爾46分。
賽季首場衝刺賽在艾米利亞-羅馬涅大獎賽上舉行。在澳大利亚大奖赛上維斯塔潘因燃油洩漏而退賽後，紅牛總監赫爾穆特·馬爾科在賽前表示，車隊已經對引擎問題做出修復，更會進行大幅度的賽車更新以挽救維斯塔潘的爭冠希望。維斯塔潘在排位賽上獲得杆位，而佩雷斯則獲得第七名。在衝刺賽上，維斯塔潘雖然在首圈被勒克萊爾超越，但維斯塔潘成功在衝刺賽末段重新超越勒克萊爾，奪得賽季首個衝刺賽的勝利。佩雷斯以第三位完成衝刺賽。佩雷斯在正賽起步時就超越勒克萊爾。雖然勒克萊爾一直在佩雷斯身後準備做出進攻，但是在最後幾圈，勒克萊爾失去控制並與護欄發生輕微碰撞，他需要進站維修。佩雷斯因此輕鬆以第二位完賽。至於維斯塔潘，他在正賽中一直沒有受到任何威脅，輕鬆領跑每一圈並奪得分站冠軍和最快圈速，完成“大滿貫”。比賽過後，紅牛在車隊積分榜升上第二位。維斯塔潘在車手積分榜升上第二位，與勒克萊爾的積分差距縮減至27分；佩雷斯則升上第三位。
紅牛以大熱之一的身分參加首屆邁阿密大獎賽。車隊在艾米利亞-羅馬涅大獎賽以1-2名完賽後，車隊積分只落後法拉利11分，法拉利為此提前了本來預計在西班牙大獎賽才推出的底板和尾翼更新。面對新賽道還有法拉利的更新，車隊沒有打算推出任何更新。維斯塔潘在排位賽上獲得第三名，而佩雷斯則獲得第四名。維斯塔潘在正賽起步時已經超越了小卡洛斯·塞恩斯，升上第二名。其後他一直緊隨夏尔·勒克莱尔，並在第九圈超越他，升上第一名。雖然其後在第四十一圈，麥拉倫車手蘭多·諾里斯與皮埃爾·蓋斯利發生碰撞，兩位車手雙雙退賽，導致安全車進場，但也無損維斯塔潘的速度，輕鬆地達成二連勝。佩雷斯引擎的感應器在比賽中發生故障，令他損失大約三十匹馬力。雖然佩雷斯因為安全車而一度接近塞恩斯並有機會超越他，但佩雷斯卻發生失誤，最後以第四名完賽。

### 西班牙、摩納哥、阿塞拜疆和加拿大站
車隊在西班牙大獎賽帶來前翼還有車體的更新，主要是為了改善賽車的重量分佈和調節賽車的氣流流動。馬克斯·維斯塔潘和沙治奧·佩雷斯分別在排位賽中獲得第二名和第五名。維斯塔潘在第三階段排位賽的最後一個飛馳圈（Flying lap）時DRS發生故障，導致他損失大量直線速度，失去改善時間的機會。第十一圈，維斯塔潘在四號彎滑出賽道，排名跌至第四名。第二十至二十六圈，喬治·羅素與維斯塔潘為第二名激烈纏鬥，但維斯塔潘受限於DRS失靈而無法超越他。第三十一圈，佩雷斯超越羅素，升上第一名。第四十一圈，車隊使用车队指令，讓維斯塔潘超越佩雷斯而升上第一名。第五十五圈，佩雷斯以1:24.108造出最快圈速，為車隊拿到寶貴的一分。最後維斯塔潘奪得個人連續第三場分站勝利，佩雷斯緊隨其後奪得第二名。繼艾米利亞-羅馬涅大獎賽後，紅牛再一次以1-2名完賽，使他們在車隊積分榜中以195分超越法拉利，升上第一名。夏尔·勒克莱尔在第二十七圈因引擎故障而退賽，所以維斯塔潘以110分在車手積分榜中超越勒克莱尔，升上第一名。
緊接西班牙大獎賽的是摩納哥大獎賽。維斯塔潘和佩雷斯分別在排位賽中獲得第四名和第三名。佩雷斯在第三階段排位賽的最後一個飛馳圈時失控撞牆，引發紅旗，同時導致維斯塔潘失去爭奪杆位的機會。維斯塔潘和佩雷斯在正賽中使用二停策略，以半雨胎造出比兩位法拉利車手更快的圈速，並靠著法拉利的策略失誤分別升上第三和第一名。最終佩雷斯奪得生涯第三個分站冠軍，維斯塔潘則以第三名完賽。
回到擁有一條長達長2.2公里（1.4英里）長直道的巴庫市街賽道，車隊在阿塞拜疆大獎賽憑著賽車擁有更快的直線速度而獲得優勢。維斯塔潘和佩雷斯分別在排位賽獲得第三和第二名。正賽起步時，佩雷斯超越夏尔·勒克莱尔，升上第一名。第九圈，法拉利的小卡洛斯·塞恩斯因液壓系統故障而退賽，虛擬安全車啟動。兩位車手並沒有藉機進站，相反，勒克莱尔進站換上硬胎，維斯塔潘升上第二名。到了第十五圈，車隊使用车队指令，讓維斯塔潘超越佩雷斯而升上第一名。由於法拉利的兩位車手均因賽車問題而退賽，加上RB18對比起其他車隊的賽車快，因此兩位車手在剩餘的比賽中沒有受到威脅。維斯塔潘奪得賽季第五勝，佩雷斯緊隨其後，並拿下最快圈速，以第二名完賽。車隊完成賽季第三次1-2名完賽。在車手積分榜，佩雷斯超越退賽的勒克萊爾，升上第二名。
国际汽车联合会在加拿大大獎賽賽前發佈了新的指引，將針對賽車的垂直震動幅度給予定量極限（quantitative limit），以保障車手的安全。維斯塔潘奪得桿位，而佩雷斯在第二階段排位賽中撞車，僅獲得第十三名。佩雷斯在正賽的第九圈時因變速箱問題而退賽，並引發虛擬安全車。維斯塔潘在比賽尾段不停受到塞恩斯挑戰，但維斯塔潘激烈抵抗，成功防守塞恩斯。最後維斯塔潘奪得個人賽季的第六勝，把車手積分榜的領先優勢拉開至46分。

## 完整一級方程式參賽成績
(賽果底色示意列表)

粗體－桿位 斜體－最快圈速 * – 賽季進行中 1 2 3 4 5 6 7 8 – 衝刺賽積分名次

† –  車手未完成賽事，但已完成90%的原定賽程，因而有排名 

‡ –  由於未完成預定距離的75％，因此該場比賽只能獲得一半積分 

| 年份   | 底盤     | 動力單元（Power unit）  | 輪胎 | 車號 | 車手            | 大獎賽 | 大獎賽 | 大獎賽 | 大獎賽              | 大獎賽 | 大獎賽 | 大獎賽 | 大獎賽   | 大獎賽 | 大獎賽 | 大獎賽 | 大獎賽 | 大獎賽 | 大獎賽 | 大獎賽 | 大獎賽 | 大獎賽 | 大獎賽 | 大獎賽 | 大獎賽 | 大獎賽 | 大獎賽 | 積分 | 名次 |
| 年份   | 底盤     | 動力單元（Power unit）  | 輪胎 | 車號 | 車手            | 巴     | 沙     | 澳     | 艾米利亚-罗马涅大区 | 邁     | 西     | 摩     | 阿塞拜疆 | 加     | 英     | 奧     | 法     | 匈     | 比     | 荷     | 義大利 | 新     | 日     | 美     | 墨     | 聖     | 阿布   | 積分 | 名次 |
| 2022年 | 紅牛車隊 | 紅牛RBPTH001 1.6公升V6t | P    | 1    | 馬克斯·維斯塔潘 | 19†    | 1      | Ret    | 1                   | 1      | 1      | 3      | 1        | 1      | 7      | 2 1    | 1      | 1      | 1      | 1      | 1      | 7      | 1      | 1      | 1      | 6 4    | 1      | 759  | 冠軍 |
| 2022年 | 紅牛車隊 | 紅牛RBPTH001 1.6公升V6t | P    | 11   | 塞吉歐·培瑞茲   | 18†    | 4      | 2      | 2 3                 | 4      | 2      | 1      | 2        | Ret    | 2      | Ret 5  | 4      | 5      | 2      | 5      | 6      | 1      | 2      | 4      | 3      | 7 5    | 3      | 759  | 冠軍 |
|        | 來源:    |                         |      |      |                 |        |        |        |                     |        |        |        |          |        |        |        |        |        |        |        |        |        |        |        |        |        |        |      |      |